# Kunhegyi Miklós
Kunhegyi Miklós, 1886-ig Kohn (Vác, 1863. március 3. – Budapest, Terézváros, 1912. január 18.) színigazgató, az Országos Színészegyesület tagja.

## Életútja
Kohn Ábrahám és Deuts Johanna fiaként született. 1883-ban Újbányán kikeresztelkedett a római katolikus vallásra. Pályáját színészként kezdte, 1883. április 3-án, Hubay Gusztáv társulatánál. 1894-től igazgató volt és mint ilyen, rendkívüli tevékenységet fejtett ki. 1894 novemberétől 1895 januárjáig Keszthelyen játszott társulatával. 1901–1903-ban Szombathelyen, 1904–1906-ban Torontál vármegyében, 1906–1908-ban Erdélyben, 1908–10-ben Torda–Aranyos megyében, 1910–11-ben Szolnok–Ugocsa megyében működött. 1911. december 19-én vonult nyugalomba. 1912. január 18-án a budapesti Bethesda Kórházban hunyt el. Örök nyugalomra január 20-án délután, a Kerepesi úti temetőben a református egyház szertartása szerint helyezték.

## Családja
Felesége, Molnár Izabella (Vank Eugénia, névváltozata: Wank Zseni) színésznő volt.
Leányuk Kunhegyi Lili (Lívia). Szatmáron született, 1898. december 4-én. Színinövendék volt, ám korán meghasonlott önmagával és véget vetett életének Budapesten, 1915. május 19-én.